# Triton (kabel)
Triton is een onderzeese elektriciteitskabel die tegen 2030 in de Noordzee energie-eilanden zal verbinden. Het is een gezamenlijk project van België en Denemarken waarvan de realisatie gepland is in 2030. Hiermee kunnen energie-overschotten worden uitgewisseld. Ook Duitsland participeert erin.

## Doelstelling
Denemarken is in Europa een van de grotere windenergieproducenten. Aangezien Denemarken op jaarbasis een energie-overschot heeft en België meer groene energie nodig heeft om de klimaatdoelstellingen te halen, kwam dit project tot stand. De Belgische federale minister van Energie Tinne Van der Straeten tekende hiervoor in november 2021 een akkoord met de Deense minister van Energie en Klimaat Dan Jørgensen.
Het project zou een jaarlijkse vermindering van CO2-uitstoot van 4 megaton opleveren, vergelijkbaar met de uitstoot van 1,2 miljoen personenwagens. Dit project helpt de Europese Green New Deal om tegen 2050 het eerste klimaatneutrale continent te zijn. 
Triton zou 500 tot 600 kilometer lang worden. De kabel verbindt de grote windmolenparken op de Noordzee, is ingebed in de zeebodem en loopt ook door de territoriale wateren van het Verenigd Koninkrijk en Nederland. Het voordeel van windmolenparken op grotere afstand met elkaar te verbinden is een grotere bevoorradingszekerheid. Wind kan regionaal onbeschikbaar zijn. 